# دام (فیلم ۱۳۷۴)
دام فیلمی به کارگردانی و نویسندگی جلال مهربان محصول سال ۱۳۷۴ است.

## بازیگران
- چنگیز وثوقی
- محمدعلی کشاورز
- حسین یاریار
- مرجانه گلچین
- حسین ملاقاسمی
- نرسی کرکیا
- مجید میرزاییان
- کاظم افرندنیا
- جواد بازیاران
- فیروز قاسمی